# Termas de Río Hondo
Termas de Río Hondo – miasto w Argentynie, położone w zachodniej części prowincji Santiago del Estero.

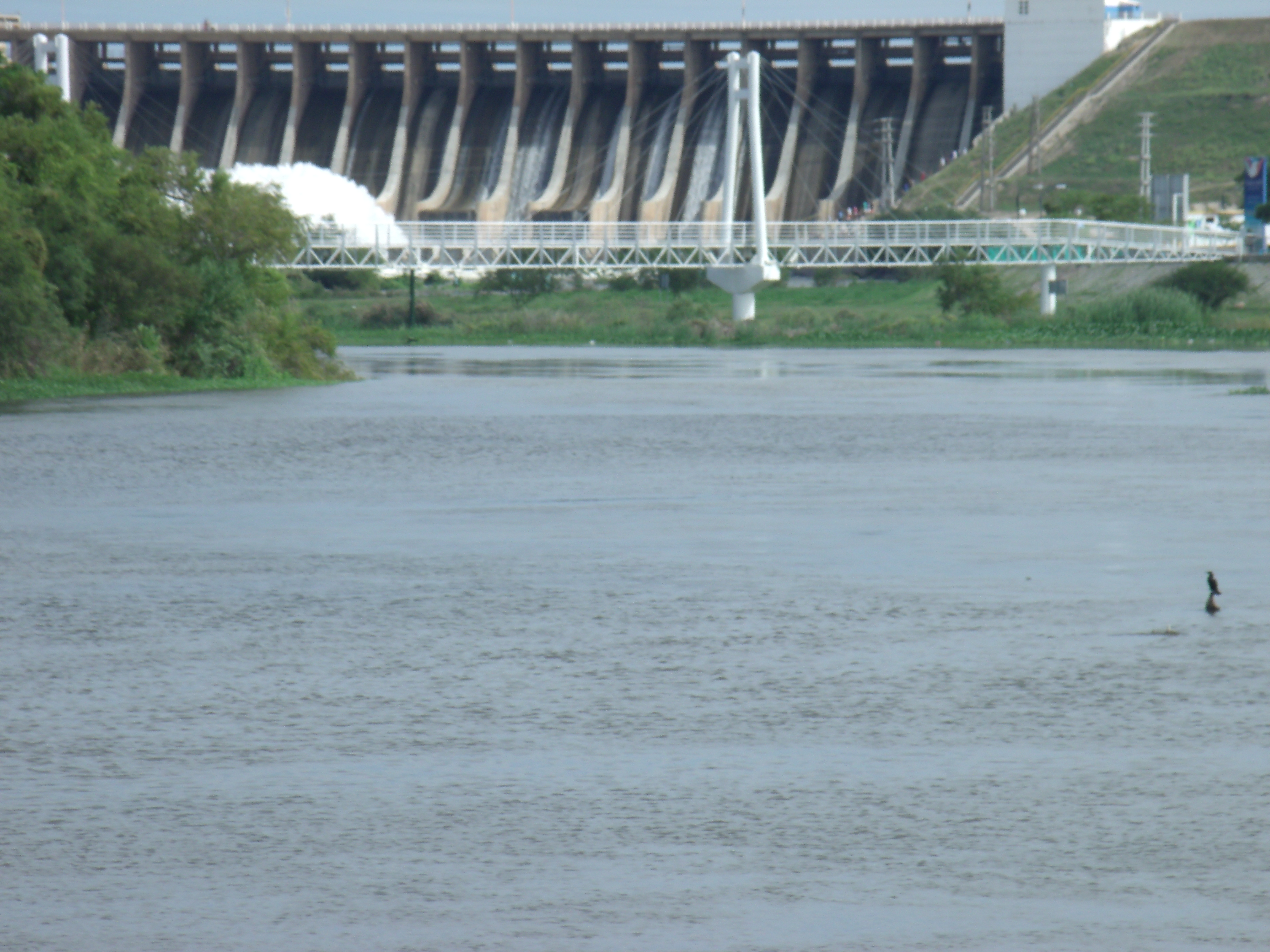
Zapora wodna Termas de Río Hondo

## Opis
W 2008 roku w mieście został otwarty tor wyścigowy. Obecnie w Termas de Río Hondo znajduje się port lotniczy, węzeł drogowy-RN9 i RP333 i stacja kolejowa. Na rzece Dulce znajduje się zapora wodna, która utworzyła zbiornik retencyjny. Miasto jest atrakcyjnym ośrodkiem turystycznym.

## Demografia

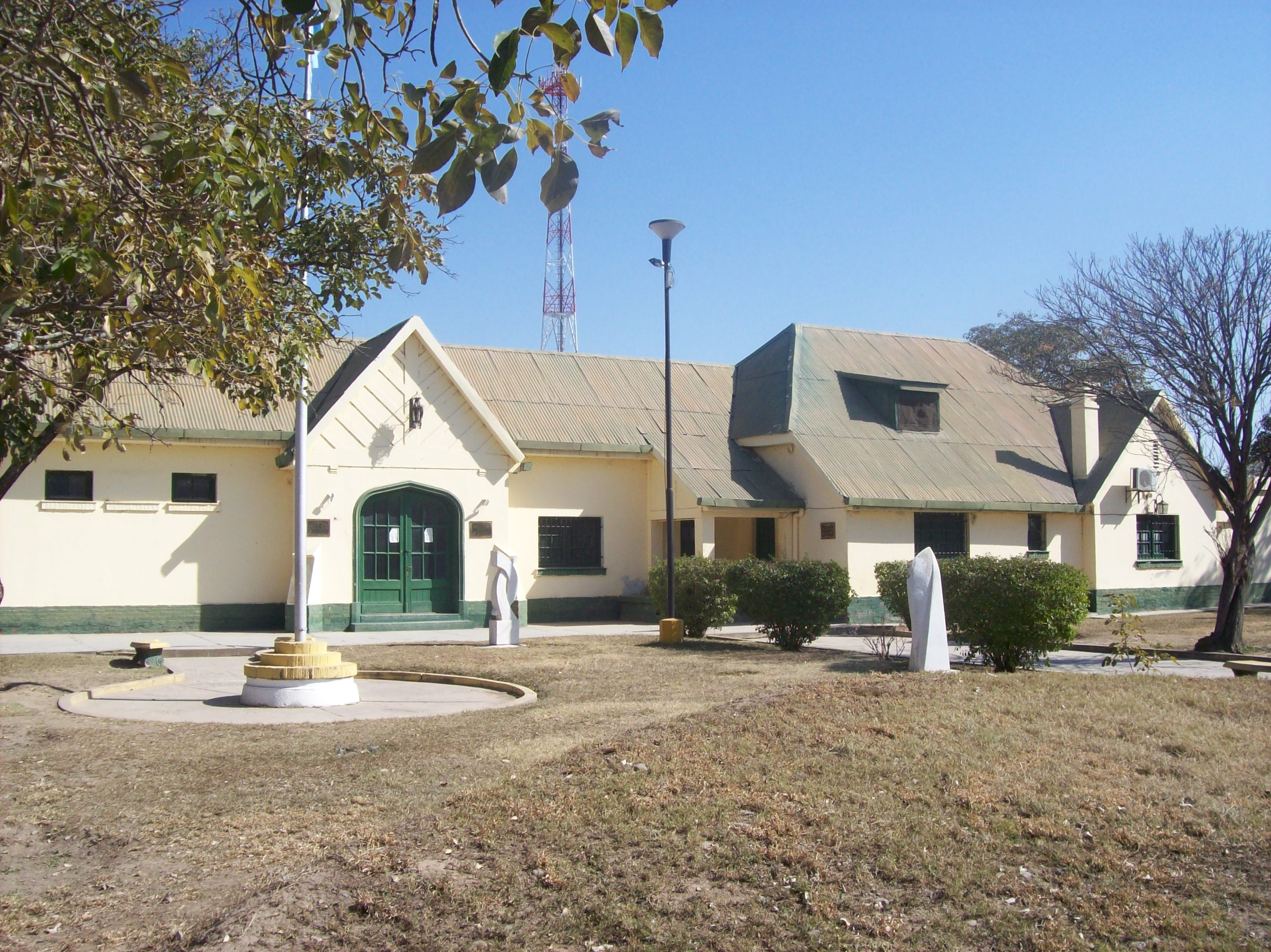
Stacja kolejowa Termas de Río Hondo

## Atrakcje turystyczne
- Casino del Sol[4] - kasyno,
- Museo Del Automovil[5] - Muzeum Samochodów.